# Xinzhu (powiat)
Xinzhu (chiń. 新竹縣; pinyin Xīnzhú Xiàn; pe̍h-ōe-jī Sin-tek-kōan, oficjalnie używana nazwa w alfabecie łacińskim: Hsinchu) – powiat w północno-zachodniej części Tajwanu. W 2010 roku liczył 513 015 mieszkańców. Siedzibą powiatu jest miasto Zhubei.
Symbole powiatu:
- drzewo: Podocarpus nagi
- kwiat: kamelia
- ptak: pstrogłów czarnobrewy

## Podział administracyjny
Powiat Xinzhu dzieli się na jedno miasto, trzy gminy miejskie i dziewięć gmin:
| Nazwa          | Chiński | Populacja (2010) | Powierzchnia (km²) |
| -------------- | ------- | ---------------- | ------------------ |
| Miasta         |         |                  |                    |
| Zhubei         | 竹北市  | 141 852          | 46,8341            |
| Gminy miejskie |         |                  |                    |
| Guanxi         | 關西鎮  | 31 775           | 125,5193           |
| Xinpu          | 新埔鎮  | 35 495           | 72,1911            |
| Zhudong        | 竹東鎮  | 96 751           | 53,5133            |
| Gminy          |         |                  |                    |
| Baoshan        | 寶山鄉  | 14 078           | 64,7871            |
| Beipu          | 北埔鄉  | 10 119           | 50,6676            |
| Emei           | 峨眉鄉  | 5999             | 46,801             |
| Hengshan       | 橫山鄉  | 14 368           | 66,3502            |
| Hukou          | 湖口鄉  | 75 408           | 58,4303            |
| Jianshi        | 尖石鄉  | 8439             | 527,5795           |
| Qionglin       | 芎林鄉  | 20 778           | 40,7858            |
| Wufeng         | 五峰鄉  | 4665             | 227,728            |
| Xinfeng        | 新豐鄉  | 53 288           | 46,3496            |